# Doumea reidi
Doumea reidi is een straalvinnige vissensoort uit de familie van de kuilwangmeervallen (Amphiliidae). De wetenschappelijke naam van de soort is voor het eerst geldig gepubliceerd in 2010 door Ferraris, Skelton & Vari.